# Спиртна лампа
Спиртната лампа е лампа, която се използва за създаването на открит пламък в контролирани условия. Във вътрешността си има резервоар за спирт, над резервоара има фитил, който се напоява от спирта и може да поддържа пламъка. Най-често се изработват от месинг, стъкло, неръждаема стомана и алуминий. В резервоарите на спиртните лампи се използват предимно три вида алкохол: етилов алкохол, хидролизен алкохол и синтетичен алкохол.

## Приложение
Такива лампи намират приложение в лаборатории за нагряване и топене на вещества, за нагряване на малки лабораторни съдове (епруветки, колби за химическа работа и др.) и други подобни термични процеси; в лечебни заведения за нагряването на медицински инструменти; както и навсякъде, където се изисква използването на открит пламък с ниска топлинна мощност.